# Chris Smith (judoka)
Chris Smith es un deportista neozelandés que compitió en judo. Ganó dos medallas en el Campeonato de Oceanía de Judo, en los años 1985 y 1988.

## Palmarés internacional
| Campeonato de Oceanía | Campeonato de Oceanía    | Campeonato de Oceanía | Campeonato de Oceanía |
| Año                   | Lugar                    | Medalla               | Categoría             |
| --------------------- | ------------------------ | --------------------- | --------------------- |
| 1985                  | Auckland (Nueva Zelanda) | Medalla de bronce     | –71 kg                |
| 1988                  | Sídney (Australia)       | Medalla de plata      | –71 kg                |